# 5e armée (Allemagne)
Pour les articles homonymes, voir 5e armée.
La 5e armée (en allemand : 5. Armee) était une armée (regroupement d'unités) de la Deutsches Heer (armée de terre allemande) pendant la Première Guerre mondiale, puis de la Heer (armée de terre de la Wehrmacht) lors de la Seconde Guerre mondiale.

## Seconde Guerre mondiale

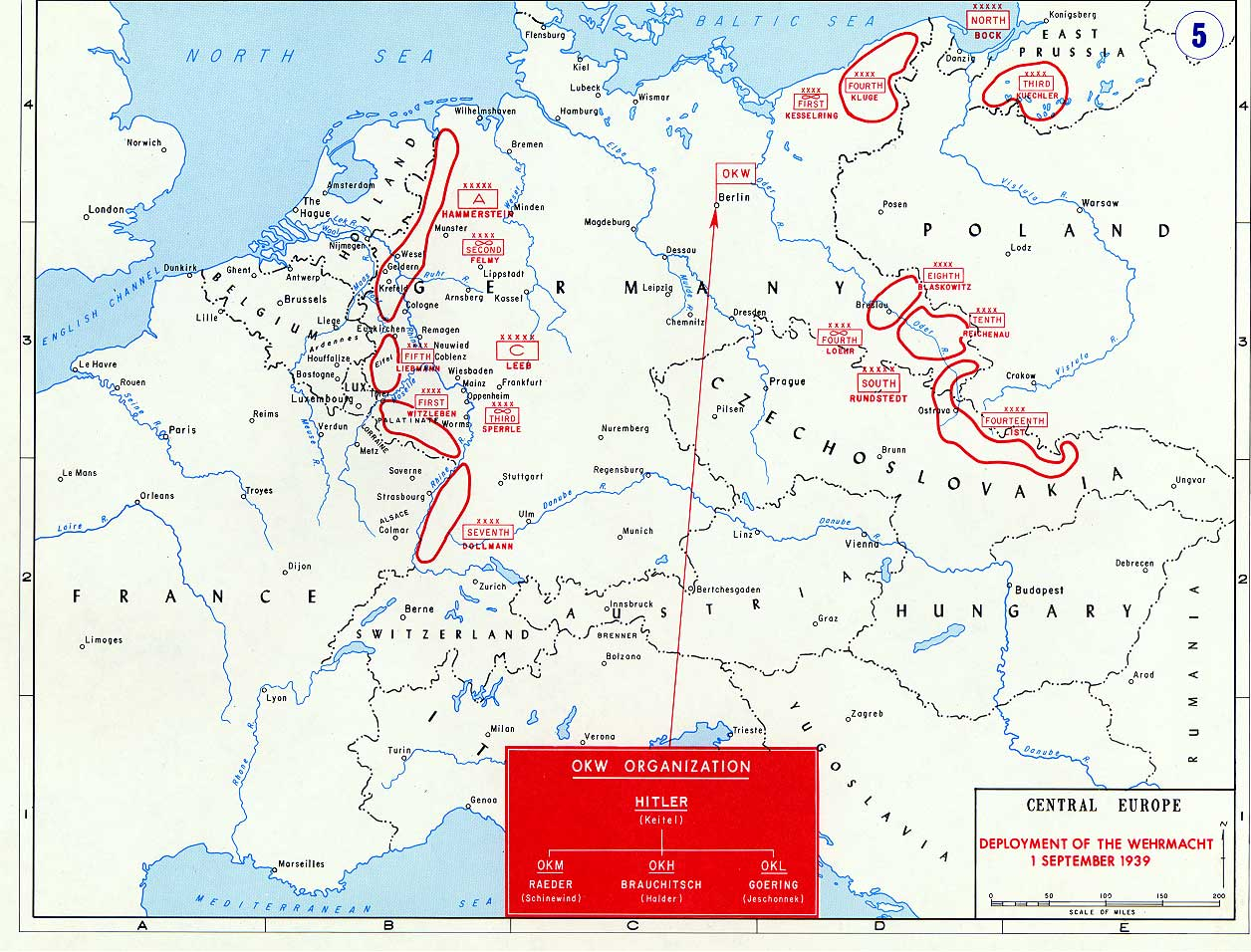
Situation de la 5e armée allemande au 1 septembre 1939.

La 5. Armee est formée le 25 août 1939 avec le General der Infanterie Curt Liebmann aux commandes. Le AOK 5 est envoyé à l'Est et devient l'Oberkommando Grenzabschnitt Mitte le 13 octobre 1939.
La 5. Armee est stationnée à l'Ouest dans la région de l'Eifel avant de participer aux opérations de sécurité en Pologne où elle est une force d'occupation avant d'être transformée en 18e Armée allemande.

### Organisation

#### Commandants successifs
| Début        | fin               | Grade                  | Commandant    |
| ------------ | ----------------- | ---------------------- | ------------- |
| 25 août 1939 | 10 septembre 1939 | General der Infanterie | Curt Liebmann |

#### Chefs d'état-major
| Début             | fin               | Grade        | Commandant                   |
| ----------------- | ----------------- | ------------ | ---------------------------- |
| 25 août 1939      | 10 septembre 1939 | Generalmajor | Hans-Heinrich Sixt von Armin |
| 10 septembre 1939 | 13 octobre 1939   | Generalmajor | Karl-Adolf Hollidt           |

### Ordres de bataille
1er septembre 1939
- À la disposition de la 5. Armee
  - 58. Infanterie-Division
  - 87. Infanterie-Division
- V. Armeekorps
  - 22. Infanterie-Division
  - 225. Infanterie-Division
- VI. Armeekorps
  - Grenz-Infanterie-Regiment 16
- XXVII. Armeekorps
  - 16. Infanterie-Division
  - 69. Infanterie-Division
  - 211. Infanterie-Division
  - 216. Infanterie-Division
- XXX. Armeekorps
  - Grenzschutz-Abschnittkommando 9
- Generalkommando der Grenztruppen Eifel
  - 26. Infanterie-Division
  - 86. Infanterie-Division
  - 227. Infanterie-Division
  - Grenz-Kommandantur Aachen
  - Grenz-Kommandantur Trier